# Carl Ploug
Carl Parmo Ploug (Kolding, 1813 – Copenaghen, 1894) è stato uno scrittore danese.
Direttore della rivista La patria dal 1841 al 1842, fu autore di una moltitudine di canti dal contenuto patriottico.